# Ebro, Compañía de Azúcares y Alcoholes
Ebro, Compañía de Azúcares y Alcoholes, fundada originalmente como Azucarera del Ebro, fue una empresa española perteneciente a la industria de la alimentación que estaba especializada en la producción de azúcar y derivados, así como bebidas alcohólicas. Durante cerca de un siglo llegó a ser una de las principales compañías españolas productoras de azúcar. En 1990 fue sucedida por Ebro Agrícolas, Compañía de Alimentación.

## Historia
La empresa fue fundada en Zaragoza en 1911 bajo el nombre de «Azucarera del Ebro», con el fin de fabricar azúcar de remolacha y derivados. Entre los promotores de la empresa se encontraban figuras como el médico Ricardo Lozano Monzón ―que fue su primer presidente― o el empresario de origen alemán Leopoldo Lewin Auser. Inicialmente dispuso de dos fábricas azucareras situadas en Luceni y Terrer, si bien con posterioridad extendió su presencia por el resto de España y llegó a controlar varias filiales: Azucarera del Gállego, Semillas Ebro, etc. En 1928 se fusionó con la Compañía de Alcoholes, a la que absorbió. Al año siguiente la empresa cambió su nombre por el de «Ebro, Compañía de Azúcares y Alcoholes», ampliando también su actividad a la fabricación y comercio de azúcares de todas las clases, así como de bebidas alcohólicas. A finales la década de 1980 la sociedad se encontraba situada en la órbita del grupo Torras, que se había convertido en su accionista mayoritario.
En 1990 se fusionó con la Compañía de Industrias Agrícolas, dando lugar a la nueva Ebro Agrícolas, Compañía de Alimentación.